# Star Wars Battlefront (trò chơi điện tử 2015)
Star Wars Battlefront là một trò chơi bắn súng hành động phát triển bởi EA DICE, hợp tác với Criterion Games, và được phân phối bởi Electronic Arts. Trò chơi dựa trên loạt sử thi Star Wars, đây là phần thứ ba của sê-ri trò chơi Star Wars: Battlefront, và được coi là phần reboot của loạt trò chơi trước đó, thay vì một phần nối tiếp, trò chơi muốn phản ánh vũ trụ canon mới của loạt sử thi sau khi Công ty Walt Disney mua thương hiệu Star Wars. Trò chơi được phân phối trên toàn cầu vào tháng 11 năm 2015, và nhận được nhiều bình luận trái chiều. Giới phê bình khen ngợi về cách chơi, hình ảnh, âm nhạc và giá trị sản xuất cao của trò chơi, nhưng lại đánh giá về sự thiếu nội dung trong hai kiểu chơi đơn và Online. Hơn 14 triệu bản của trò chơi đã được bán ra. Một phần tiếp nối, Star Wars Battlefront II được phát hành vào ngày 17, tháng 11 năm 2017.